# Кольді (Єнбекшиказахський район)
Кольді́ (каз. Көлді) — село у складі Єнбекшиказахського району Алматинської області Казахстану. Входить до складу Тескенсуського сільського округу.
У радянські часи село називалось «Прудхоз».
Населення — 1051 особа (2021; 944 у 2009, 772 у 1999, 681 у 1989).